# Akumajō Dracula: The Medal
Akumajō Dracula: The Medal (悪魔城ドラキュラ THE MEDAL Akumajō Dorakyura za Medaru, lit. Devil's Castle Dracula: The Medal) es un juego de tipo Medal game de la franquicia Castlevania creado por Konami y publicado en diciembre de 2008 para arcade. Hasta ahora solo ha sido visto y publicado en Japón.
El protagonista de este juego vuelve a ser Richter Belmont, pero en esta ocasión no debe rescatar a ninguna aldeana. El jugador puede ir formando filas o hileras de figuras clásicas del Castlevania (Agua Bendita, Hacha, Cruz, e incluso el castillo de Drácula) para que aparezcan enemigos, se pueda acceder a un bonus, o se luche contra algún jefe. Las figuras aparecen como en el juego Pachislot Akumajo Dracula (por la función de la máquina Pachinko se podían crear grupos de tres figuras en un rodillo giratorio), pero en Akumajo Dracula: The Medal son el fondo de la pantalla. El juego también presenta algunos escenarios del castillo. Pero cuando se tiene una pelea contra un jefe, el fondo está lleno de las figuras, y deben formarse conjuntos de ellas para poder atacar; mientras, el personaje puede ser movido por la pantalla.